# Catopyrops kokopona
Catopyrops kokopona är en fjärilsart som beskrevs av Ribbe 1899. Catopyrops kokopona ingår i släktet Catopyrops och familjen juvelvingar. Inga underarter finns listade i Catalogue of Life.